# Хьелмсет, Ингрид
Ингрид Хьелмсет (норв. Ingrid Hjelmseth; род. 10 апреля 1980, Лёренскуг, Акерсхус) — норвежская футболистка, выступавшая на позиции вратаря.

## Карьера
Родившаяся в Шеттене Ингрид Хьелмсет была резервным вратарём сборной Норвегии с 2003 года и играла за «Тронхеймс-Эрн» в Топпсериен в течение семи сезонов, совмещая карьеру футболистки с обучением в университете. Она провела 217 матчей за клуб. В 2006 году, в её последний год за «Тронхеймс-Эрн», команда пропустил только 10 голов за весь сезон Топпсериен (18 матчей).
В начале 2007 года она перебралась в Осло, чтобы начать работать инженером в DNV GL, а затем в компании DNV Software. Одновременно она играла в «Аскере» в качестве его основного вратаря. После хорошего начала сезона, в июне 2007 года, она порвала коллатеральную связку колена, что на несколько месяцев лишило её возможности заниматься футболом, и в 2007 году её не взяли в сборную Норвегии для участия на чемпионате мира в Китае.
Хьелмсет отправилась на летние Олимпийские игры 2008 года в качестве третьего голкипера сборной Норвегии в резервном составе из четырёх человек, которые могли использоваться только в том случае, если футболистка основного состава из 18 человек не могла больше играть по медицинским показаниям.
В конце 2008 года первая команда «Аскера» была расформирована из-за продолжающихся финансовых проблем в клубе, и большинство его футболисток, включая Хельмсет, присоединились в сезоне 2009 года к недавно сформированной женской команде «Стабек».
В августе 2009 года Хельмсет получила место основного вратаря сборной Норвегии на женском чемпионате Европы 2009 года, проходившем в Финляндии между 12 командами. На групповом этапе Норвегия заняла третье место и вышла в четвертьфинал, где, вопреки большинству прогнозов, обыграла Швецию со счетом 3:1, но в полуфинале уступили действующим чемпионкам, сборной Германии. Эта кампания сборной Норвегии была признана удачной, а игра Хельмсет удостоилась отдельной похвалы. К концу 2011 года она успела провести три сезона в качестве основного голкипера сборной Норвегии, сыграв в 52 матчах и получив одну жёлтую карточку.
Хьелмсет стала чемпионкой Норвегии в 2010 году в составе «Стабека», пропустив восемь мячей за 22 матча сезона. Её команда квалифицировалась для участия в женской Лиге чемпионов УЕФА в 2011 году. Также в 2010 году она установила новый рекорд для вратарей, не пропустив ни одного гола в домашних матчах за весь сезон.
В 2011 году «Стабек» снова квалифицировался в Лигу чемпионов, заняв второе место в Топпсериен, а также выиграл Кубок Норвегии 5 ноября в матче, который завершился дополнительным временем и серией пенальти, в которой Хьелмсет сыграла ключевую роль, отразив два удара.
Хьелмсет была включена в состав сборной Норвегии на женский чемпионат Европы 2013 года её главным тренером-ветераном Эвеном Пеллерудом. Она защищала ворота норвежек в финале турнире на Френдс Арене, в котором её команда уступила Германии со счетом 0:1.
В преддверии чемпионата мира по футболу среди женщин 2015 года ветеранка Хьелмсет призналась, что рассматривает возможность завершения карьеры футболистки, если выступление Норвегии не позволит ей завоевать место на Олимпийских играх 2016 года в Рио-де-Жанейро.

## Достижения

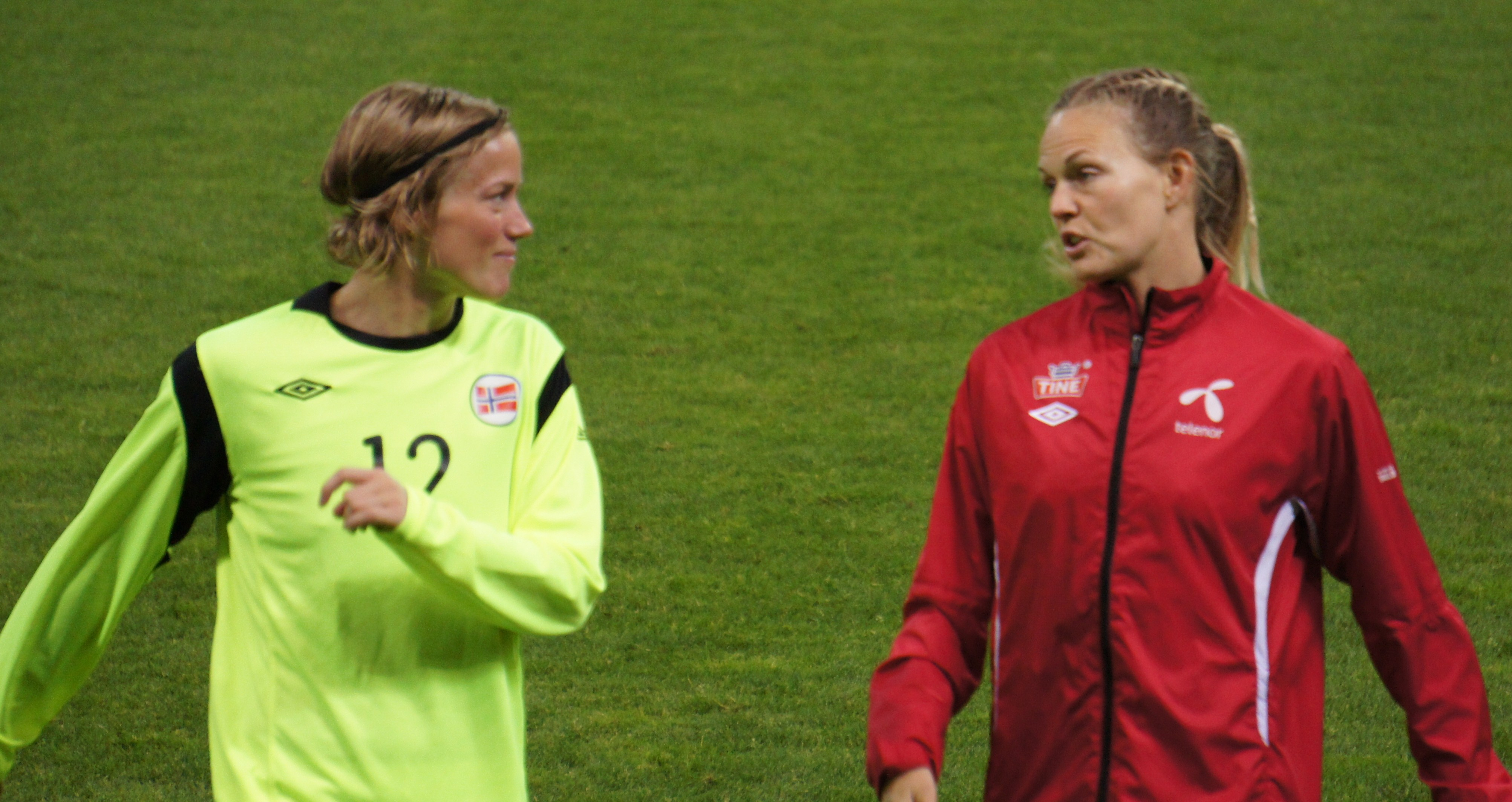
Хьелмсет (справа) с Силье Вестербеккмо в июне 2013 года

### Клубные
Тронхеймс-Эрн
- Чемпионка Норвегии: 2000, 2001, 2003
- Обладательница Кубка Норвегии: 1999, 2001, 2002

Стабек
- Чемпионка Норвегии: 2010, 2013
- Обладательница Кубка Норвегии: 2011, 2012, 2013

### В сборной
Норвегия
- Финалистка чемпионата Европы: 2005, 2013

### Индивидуальные
- Команда чемпионат Европы: 2013